# 東和町 (福島県)
東和町（とうわまち）は、福島県にあった町である。2005年12月1日に、二本松市、安達町、岩代町と合併し二本松市となった。

## 地理
町の西端を阿武隈川が流れる。
- 河川:阿武隈川、針道川、安達太田川
- 山：南東に麗山 (897.1m)、北東に口太山 (842.6m)、北西に木幡山 (666m)。

## 歴史
- 1955年（昭和30年）1月1日 - 戸沢村、針道村、木幡村、太田村（上太田の一部を除く）が合併し、東和村となる。
- 1960年（昭和35年）4月1日 - 東和村から東和町となる。

## 交通
- 町の主要な道路は、南北に走る国道349号で、近隣町村と接続していた。
- 福島交通のバスが運行されていた。
- JRバス東北のバス（船福線が運行されていたが、二本松市へ合併後にJRバスは廃止された。）